# Старый Сарум

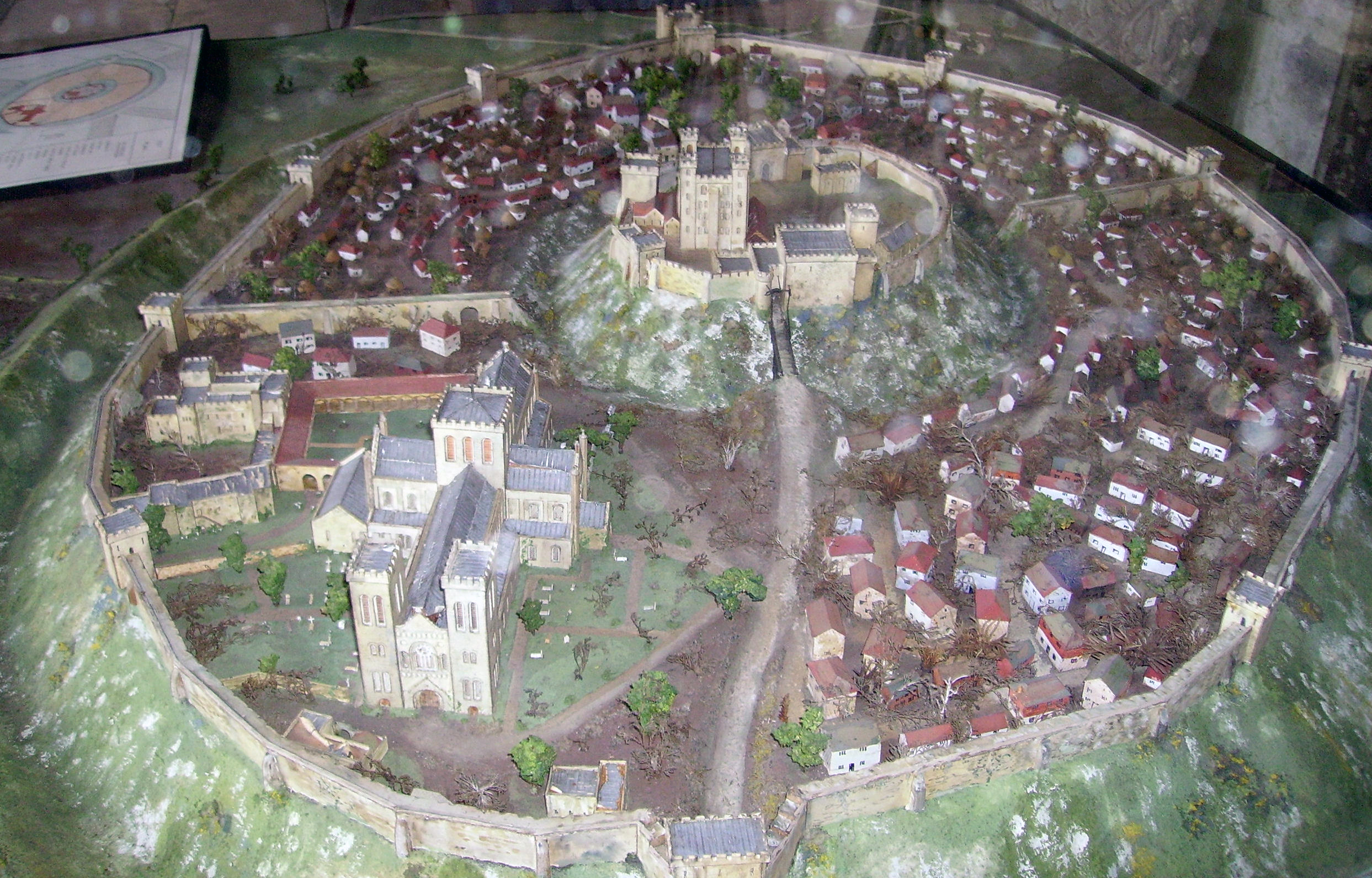
Макет Старого Сарума в Солсберийском соборе

Старый Сарум (лат. Sorbiodunum) — название древнего поселения, из которого в Англии развился сегодняшний город Солсбери. В местах, где он существовал, найдены свидетельства постоянного поселения людей примерно с 3000 г. до н. э. Старый Сарум является одним из старейших поселений, которые упоминаются в исторических источниках, связанных с Великобританией. Он расположен на холме, примерно в трёх километрах к северу от современного Солсбери, недалеко от дороги A345.
Старый Сарум упоминается в исторических источниках как крепость на холме, характерном для железного века. Он располагался в стратегическом месте пересечения двух торговых путей и реки Эйвон. Городская стена имела овальную форму — 400 м и 360 м в поперечнике соответственно — и была окружена двумя зубчатыми стенами и рвом между ними, со входом на востоке. После завоевания римлянами город получил название Sorviodunum. Позже саксы использовали его как оплот в борьбе против викингских набегов. Норманны построили вокруг него большую каменную стену, а затем сделали искусственное возвышение, где был построен замок; он был защищён глубоким рвом. В самом замке был построен дворец для короля Генриха I, который позже использовался монархами династии Плантагенетов. На западном краю города норманны построили собор и епископский дворец.
Этот собор был разрушен в 1219 году для того, чтобы построить новый возле реки. По этой причине горожане Старого Сарума переехали на новое место, получившее название Новый Солсбери или Новый Сарум. Замок со временем перестал использоваться, и король Генрих VIII снёс его, чтобы воспользоваться строительным материалом.
Хотя он был необитаемым не только фактически, но и формально, Старый Сарум сохранял официальное представительство в парламенте вплоть до XIX века, став самым печально известным из всех так называемых «гнилых городов», существовавших до закона о реформе 1832 года.
Сегодня он принадлежит общественной организации «Английское наследие» и открыт для публики.